# Lapovo
Lapovo (serbisch-kyrillisch Лапово) ist eine Kleinstadt in Šumadija in Zentralserbien, etwa 100 km südöstlich von Belgrad. Sie hat knapp 7000 Einwohner und ist geographisch deckungsgleich mit der Opština Lapovo, derer Verwaltungssitz sie bildet.

## Geschichte
Am 22. März 1896 erhielt Lapovo die Stadtrechte.

## Demographie
| Zensusjahr | Einwohner | Beleg |
| ---------- | --------- | ----- |
| 1890       | 5144      | [ 1 ] |
| 1903       | 5607      | [ 2 ] |
| 1910       | 5818      | [ 2 ] |
| 1921       | 6152      | [ 2 ] |
| 1931       | 6670      |       |
| 1948       | 7819      | [ 3 ] |
| 1953       | 8255      | [ 3 ] |
| 1961       | 8850      | [ 3 ] |
| 1971       | 9156      | [ 3 ] |
| 1981       | 9631      | [ 3 ] |
| 1991       | 9480      | [ 3 ] |
| 2002       | 8228      | [ 3 ] |
| 2011       | 7837      | [ 3 ] |
| 2022       | 6806      | [ 4 ] |

### Verkehr

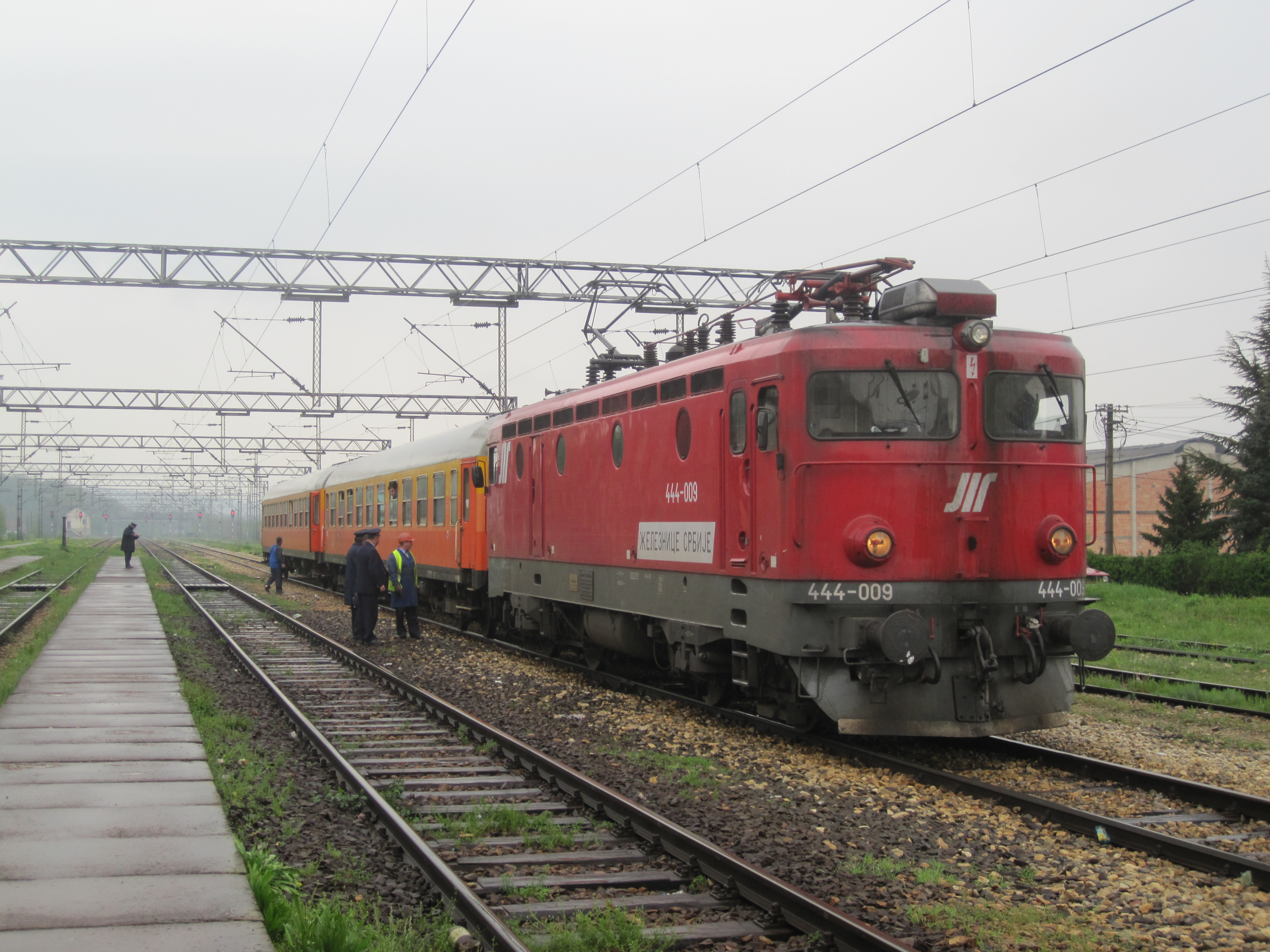
2010: Der Schnellzug Bar–Niš nimmt einen Richtungswechsel im Bahnhof Lapovo vor

Der Eisenbahnknotenpunkt Liegt an den Bahnstrecken Belgrad–Skopje und Lapovo–Kraljevo. Lapovo verfügt über drei Bahnhöfe: Lapovo, Lapovo Ranž.Staj. und Lapovo Varoš Der im Stadtteil Selo gelegene Bahnhof Lapovo ist der südlichste und wichtigste. Hier beginnen und enden alle Züge aus Richtung Kragujevac und Smederevo und einzelne Züge Richtung Niš. Der Eisenbahnunfall von Lapovo passierte hier. Lapovo Ranž.Staj. ist wie der Name verrät primär ein Rangierbahnhof mit einem Bahnsteig für Personenzüge. Lapovo Varošist der Stadtbahnhof und am nächsten zum Zentrum gelegen.

## Töchter und Söhne der Stadt
- Danilo Stojanović (1877–1967), Fußballer